# Quins
Quins (/kɛ̃s/) est une commune française située dans le département de l'Aveyron en région Occitanie. Ses habitants sont appelés les Quinsois.
Le patrimoine architectural de la commune comprend un immeuble protégé au titre des monuments historiques : la chapelle Saint-Clair, inscrite en 1999.

## Géographie

### Localisation
Quins est situé en bordure de la Route nationale 88, qui traverse la commune au niveau de la Mothe. Elle est située entre Naucelle et Baraqueville, dans le Ségala.

### Communes limitrophes
Les communes limitrophes sont  Baraqueville, Camboulazet, Camjac, Gramond, Naucelle et Sauveterre-de-Rouergue.

### Villages et hameaux
Verdun, Jalenques, Salan, La Mothe Démies, Courtalesque, La Tournarie, Pradials, La Couliche, Cadars, Truels

### Hydrographie

#### Réseau hydrographique

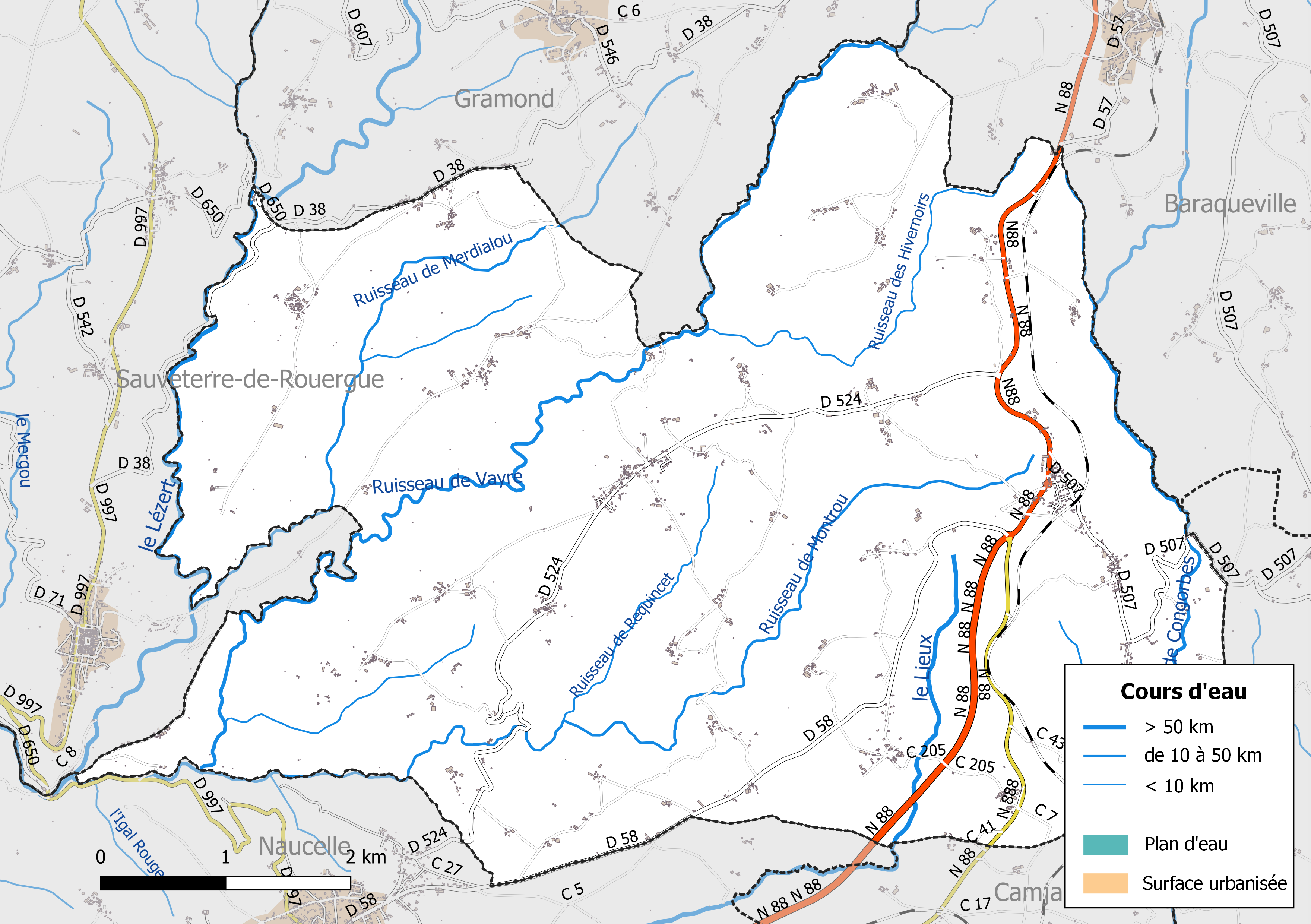
Réseaux hydrographique et routier de Quins.

La commune est drainée par le Lézert, le Lieux, le Ruisseau de Congorbes, le Ruisseau de Vayre, le ruisseau de Merdialou, le ruisseau de Montrou, le ruisseau de Requincet, le ruisseau des Hivernoirs et par divers petits cours d'eau.
Le Lézert, d'une longueur totale de 39 km, prend sa source dans la commune de Baraqueville et se jette  dans le Viaur à Mirandol-Bourgnounac, après avoir arrosé 12 communes.
Le Lieux, d'une longueur totale de 25,3 km, prend sa source dans la commune de Quins et se jette  dans le Viaur à Crespin, après avoir arrosé 7 communes.
Le Ruisseau de Congorbes, d'une longueur totale de 11,3 km, prend sa source dans la commune de Baraqueville et se jette  dans le Viaur à Centrès, après avoir arrosé 5 communes.
Le Ruisseau de Vayre, d'une longueur totale de 14,6 km, prend sa source dans la commune de Baraqueville et se jette  dans le Lézert à Naucelle, après avoir arrosé 5 communes.

#### Gestion des cours d'eau
Afin d’atteindre le bon état des eaux imposé par la Directive-cadre sur l'eau du 23 octobre 2000, plusieurs outils de gestion intégrée s’articulent à différentes échelles pour définir et mettre en œuvre un programme d’actions de réhabilitation et de gestion des milieux aquatiques : le SDAGE (Schéma directeur d'aménagement et de gestion des eaux), à l’échelle du bassin hydrographique, et le SAGE (Schéma d'aménagement et de gestion des eaux), à l’échelle locale. Ce dernier fixe les objectifs généraux d’utilisation, de mise en valeur et de protection quantitative et qualitative des ressources en eau superficielle et souterraine. Trois SAGE sont mis en oeuvre dans le département de l'Aveyron.
La commune fait partie du SAGE du bassin versant du Viaur, approuvé le 28 mars 2018, au sein du SDAGE Adour-Garonne. Le périmètre de ce SAGE couvre 89 communes, sur trois départements (Aveyron, Tarn et Tarn-et-Garonne),. Le pilotage et l’animation du SAGE sont assurés par l’établissement public d'aménagement et de gestion des eaux (EPAGE) du bassin du Viaur, une structure qui regroupe les établissements publics de coopération intercommunale à fiscalité propre (EPCI-FP) dont le territoire est inclus (en totalité ou partiellement) dans le bassin hydrographique du Viaur et les structures gestionnaires de l’alimentation en eau potable des populations et qui disposent d’une ressource sur le bassin versant du Viaur. Il correspond à l’ancien syndicat mixte du Bassin versant du Viaur,.

### Climat
Pour des articles plus généraux, voir Climat de l'Occitanie et Climat de l'Aveyron.
En 2010, le climat de la commune est de type climat océanique altéré, selon une étude s'appuyant sur une série de données couvrant la période 1971-2000. En 2020, Météo-France publie une typologie des climats de la France métropolitaine dans laquelle la commune est dans une zone de transition entre le climat océanique altéré et le climat de montagne et est dans la région climatique Sud-est du Massif Central, caractérisée par une pluviométrie annuelle de 1 000 à 1 500 mm, minimale en été, maximale en automne.
Pour la période 1971-2000, la température annuelle moyenne est de 11,1 °C, avec une amplitude thermique annuelle de 15,6 °C. Le cumul annuel moyen de précipitations est de 978 mm, avec 11,9 jours de précipitations en janvier et 6,3 jours en juillet. Pour la période 1991-2020, la température moyenne annuelle observée sur la station météorologique la plus proche, située sur la commune de Colombiès à 13 km à vol d'oiseau, est de 11,5 °C et le cumul annuel moyen de précipitations est de 989,2 mm,. Pour l'avenir, les paramètres climatiques de la commune estimés pour 2050 selon différents scénarios d'émission de gaz à effet de serre sont consultables sur un site dédié publié par Météo-France en novembre 2022.

### Milieux naturels et biodiversité

#### Sites Natura 2000

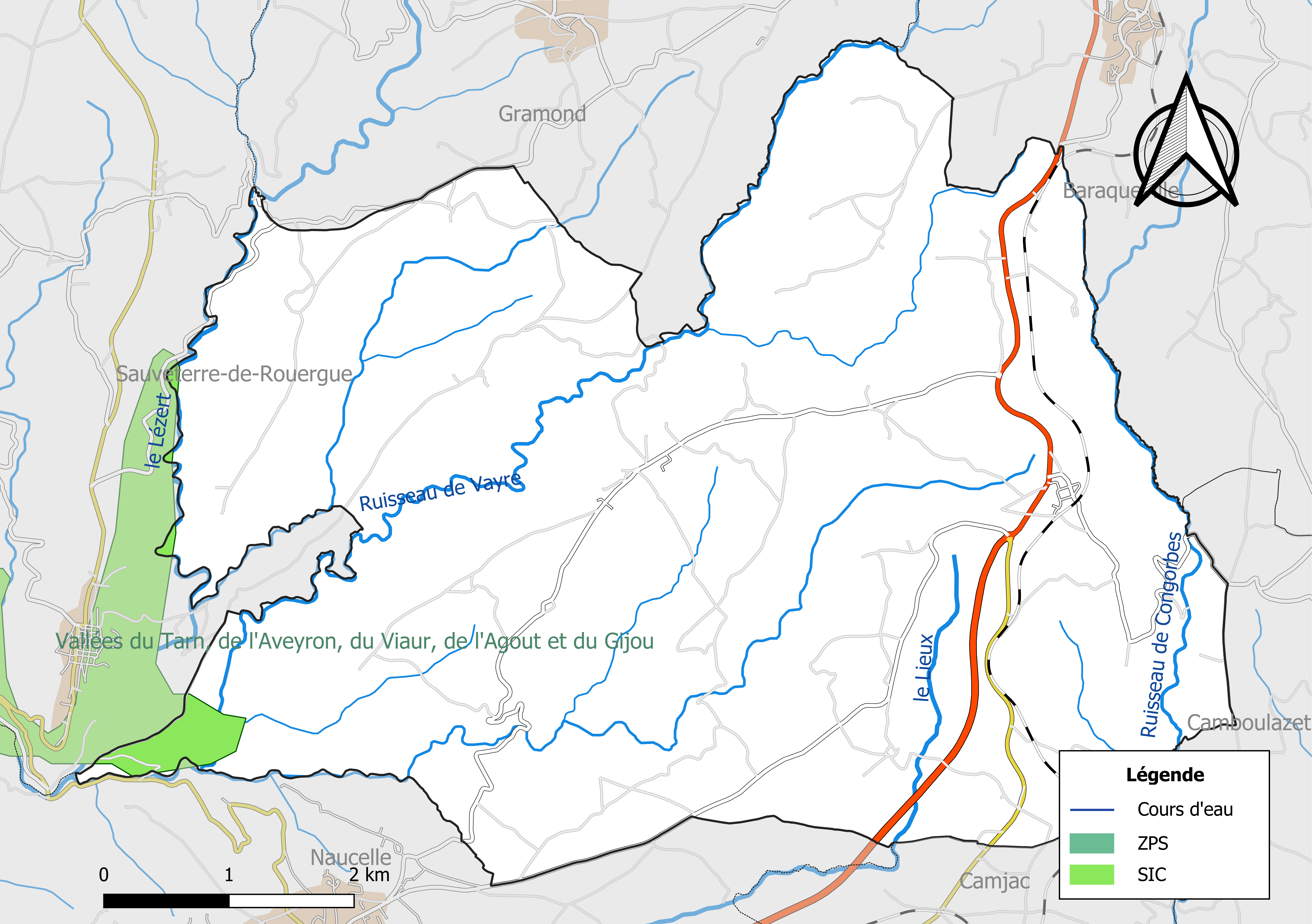
Sites Natura 2000 sur le territoire communal.

Le réseau Natura 2000 est un réseau écologique européen de sites naturels d’intérêt écologique élaboré à partir des Directives « Habitats » et « Oiseaux ». Ce réseau est constitué de Zones spéciales de conservation (ZSC) et de Zones de protection spéciale (ZPS). Dans les zones de ce réseau, les États Membres s'engagent à maintenir dans un état de conservation favorable les types d'habitats et d'espèces concernés, par le biais de mesures réglementaires, administratives ou contractuelles.
Un site Natura 2000 a été défini sur la commune au titre de la « directive Habitats » : 
Les « Vallées du Tarn, de l'Aveyron, du Viaur, de l'Agout et du Gijou », d'une superficie de 17 144 ha, s'étendent sur 136 communes dont 41 dans l'Aveyron, 8 en Haute-Garonne, 50 dans le Tarn et 37 dans le Tarn-et-Garonne. Elles présentent une très grande diversité d'habitats et d'espèces dans ce vaste réseau de cours d'eau et de gorges. La présence de la Loutre d'Europe et de la moule perlière d'eau douce est également d'un intérêt majeur.

#### Zones naturelles d'intérêt écologique, faunistique et floristique

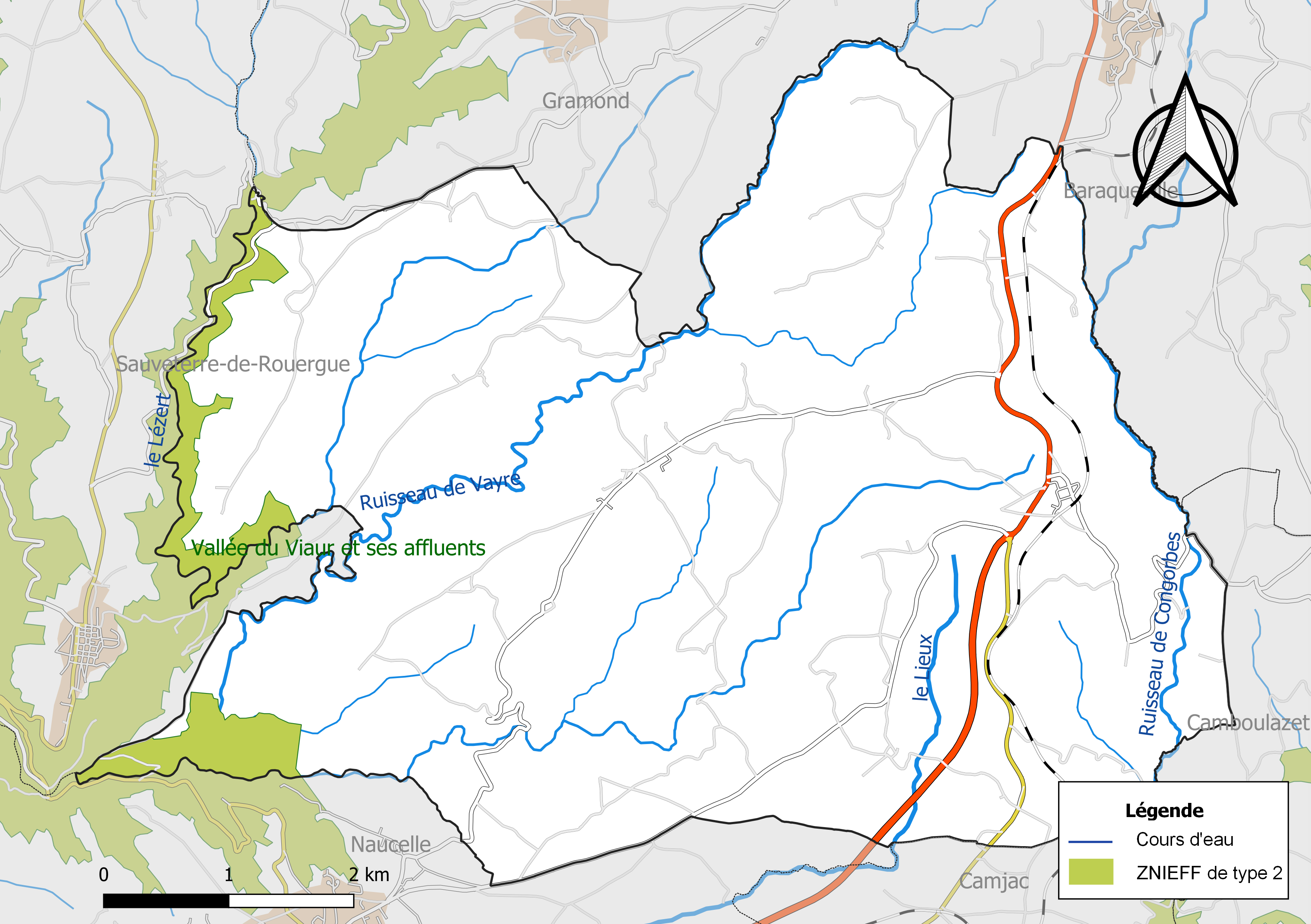
Carte de la ZNIEFF de type 2 localisée sur la commune.

L’inventaire des zones naturelles d'intérêt écologique, faunistique et floristique (ZNIEFF) a pour objectif de réaliser une couverture des zones les plus intéressantes sur le plan écologique, essentiellement dans la perspective d’améliorer la connaissance du patrimoine naturel national et de fournir aux différents décideurs un outil d’aide à la prise en compte de l’environnement dans l’aménagement du territoire.
Le territoire communal de Quins comprend une ZNIEFF de type 2,, 
la « Vallée du Viaur et ses affluents » (27 587 ha), qui s'étend sur 56 communes dont 45 dans l'Aveyron, 10 dans le Tarn et 1 dans le Tarn-et-Garonne.

## Urbanisme

### Typologie
Au 1er janvier 2024, Quins est catégorisée commune rurale à habitat très dispersé, selon la nouvelle grille communale de densité à 7 niveaux définie par l'Insee en 2022.
Elle est située hors unité urbaine. Par ailleurs la commune fait partie de l'aire d'attraction de Rodez, dont elle est une commune de la couronne,. Cette aire, qui regroupe 68 communes, est catégorisée dans les aires de 50 000 à moins de 200 000 habitants,.

### Occupation des sols

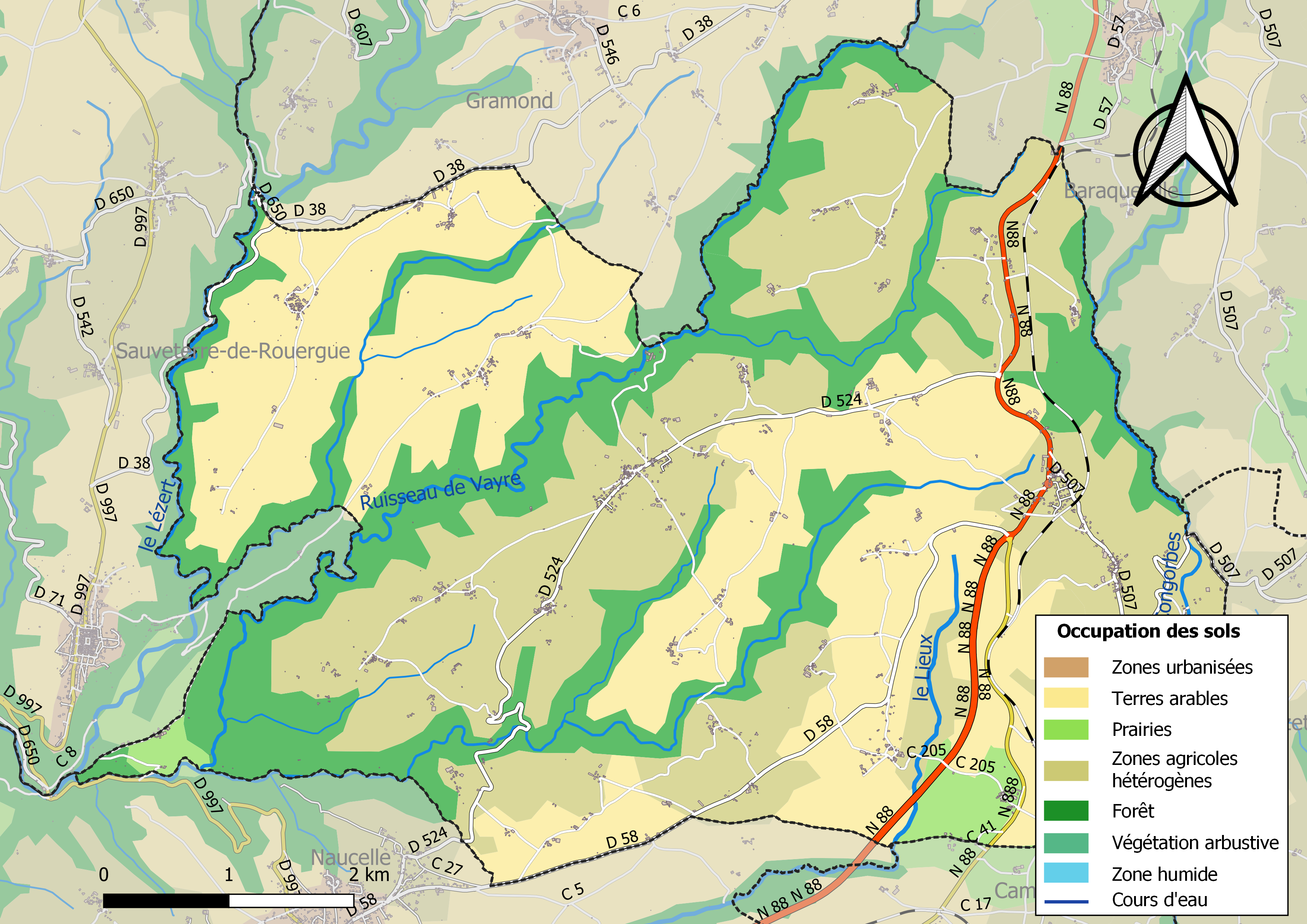
Infrastructures et occupation des sols de la commune de Quins.

L'occupation des sols de la commune, telle qu'elle ressort de la base de données européenne d’occupation biophysique des sols Corine Land Cover (CLC), est marquée par l'importance des territoires agricoles (75,1 % en 2018), en diminution par rapport à 1990 (76,5 %). La répartition détaillée en 2018 est la suivante : 
zones agricoles hétérogènes (37,3 %), terres arables (35,9 %), forêts (23,4 %), prairies (1,9 %), mines, décharges et chantiers (0,8 %), zones urbanisées (0,7 %).

### Planification
La loi SRU du 13 décembre 2000 a incité fortement les communes à se regrouper au sein d’un établissement public, pour déterminer les partis d’aménagement de l’espace au sein d’un SCoT, un document essentiel d’orientation stratégique des politiques publiques à une grande échelle. La commune est dans le territoire du SCoT du Centre Ouest Aveyron  approuvé en février 2020. La structure porteuse est le Pôle d'équilibre territorial et rural Centre Ouest Aveyron, qui associe neuf EPCI, notamment la communauté de communes Pays Ségali, dont la commune est membre.
La commune disposait en 2017 d'un plan local d'urbanisme approuvé. Le zonage réglementaire et le règlement associé peuvent être consultés sur le Géoportail de l'urbanisme.

### Risques majeurs
Le territoire de la commune de Quins est vulnérable à différents aléas naturels : climatiques (hiver exceptionnel ou canicule), feux de forêts et séisme (sismicité très faible).
Il est également exposé à un risque technologique, le transport de matières dangereuses, et à un risque particulier, le risque radon,.

#### Risques naturels
Le Plan départemental de protection des forêts contre les incendies découpe le département de l’Aveyron en sept « bassins de risque » et définit une sensibilité des communes à l’aléa feux de forêt (de faible à très forte). La commune est classée en sensibilité faible.
Les mouvements de terrains susceptibles de se produire sur la commune sont liés au retrait-gonflement des argiles, conséquence d'un changement d'humidité des sols argileux. Les argiles sont capables de fixer l'eau disponible mais aussi de la perdre en se rétractant en cas de sécheresse. Ce phénomène peut provoquer des dégâts très importants sur les constructions (fissures, déformations des ouvertures) pouvant rendre inhabitables certains locaux. La carte de zonage de cet aléa peut être consultée sur le site de l'observatoire national des risques naturels Georisques

#### Risques technologiques
Le risque de transport de matières dangereuses sur la commune est lié à sa traversée par une route à fort trafic et une ligne de chemin de fer. Un accident se produisant sur de telles infrastructures est en effet susceptible d’avoir des effets graves au bâti ou aux personnes jusqu’à 350 m, selon la nature du matériau transporté. Des dispositions d’urbanisme peuvent être préconisées en conséquence.

#### Risque particulier
Dans plusieurs parties du territoire national, le radon, accumulé dans certains logements ou autres locaux, peut constituer une source significative d’exposition de la population aux rayonnements ionisants. Toutes les communes du département sont concernées par le risque radon à un niveau plus ou moins élevé. Selon le dossier départemental des risques majeurs du département établi en 2013, la commune de Quins est classée à risque moyen à élevé. Un décret du 4 juin 2018 a modifié la terminologie du zonage définie dans le code de la santé publique et a été complété par un arrêté du 27 juin 2018 portant délimitation des zones à potentiel radon du territoire français. La commune est désormais en zone 3, à savoir zone à potentiel radon significatif.

## Histoire

### Époque contemporaine
En 1829, la commune de Quins a annexé les anciennes communes françaises de Jalenques et de Verdun.

## Politique et administration

### Découpage territorial
La commune de Quins est membre de la communauté de communes Pays Ségali, un établissement public de coopération intercommunale (EPCI) à fiscalité propre créé le 1er janvier 2017 dont le siège est à Baraqueville. Ce dernier est par ailleurs membre d'autres groupements intercommunaux.
Sur le plan administratif, elle est rattachée à l'arrondissement de Villefranche-de-Rouergue, au département de l'Aveyron et à la région Occitanie. Sur le plan électoral, elle dépend du  canton de Ceor-Ségala pour l'élection des conseillers départementaux, depuis le redécoupage cantonal de 2014 entré en vigueur en 2015, et de la deuxième circonscription de l'Aveyron  pour les élections législatives, depuis le dernier découpage électoral de 2010.

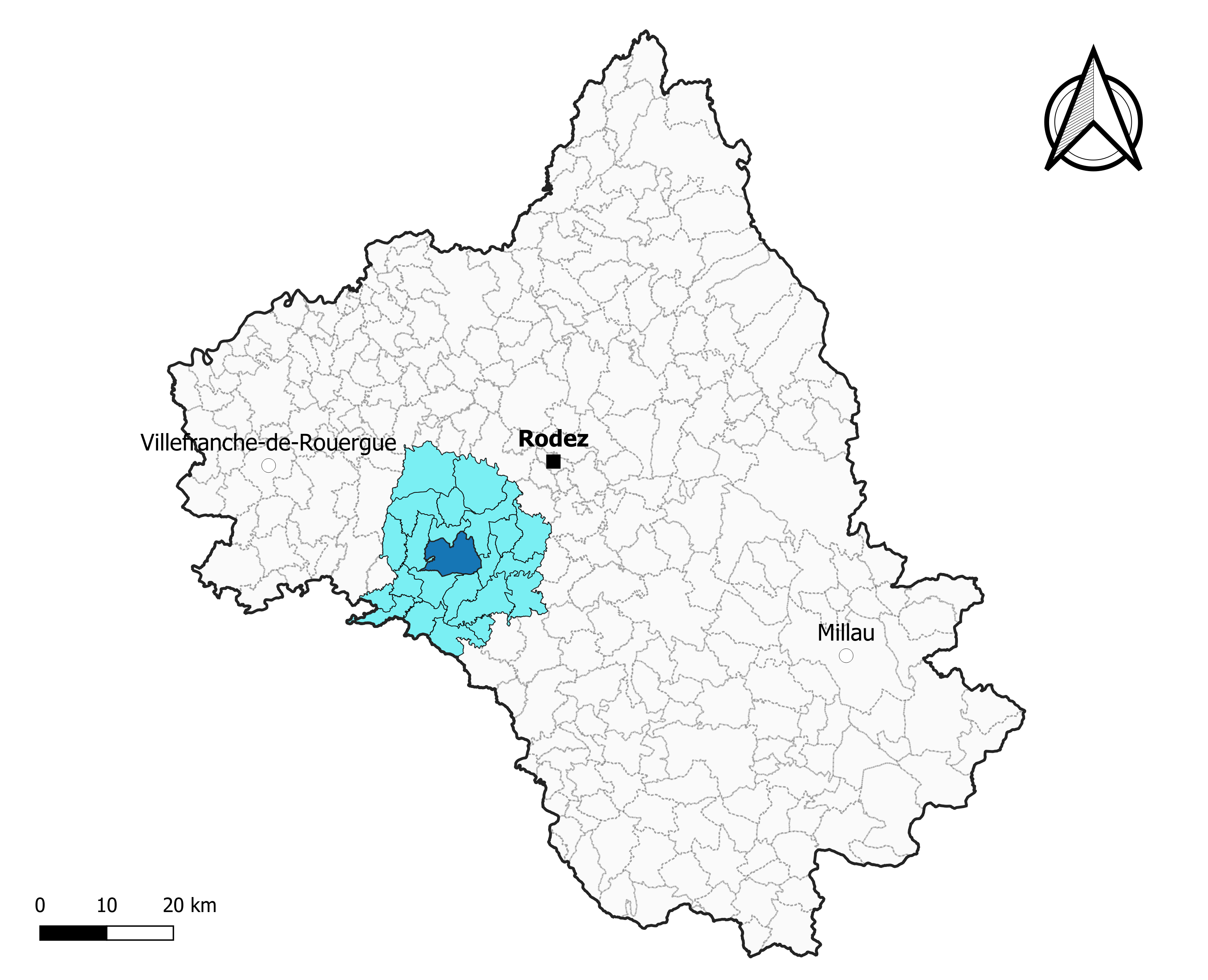
Quins dans l'intercommunalité en 2020.
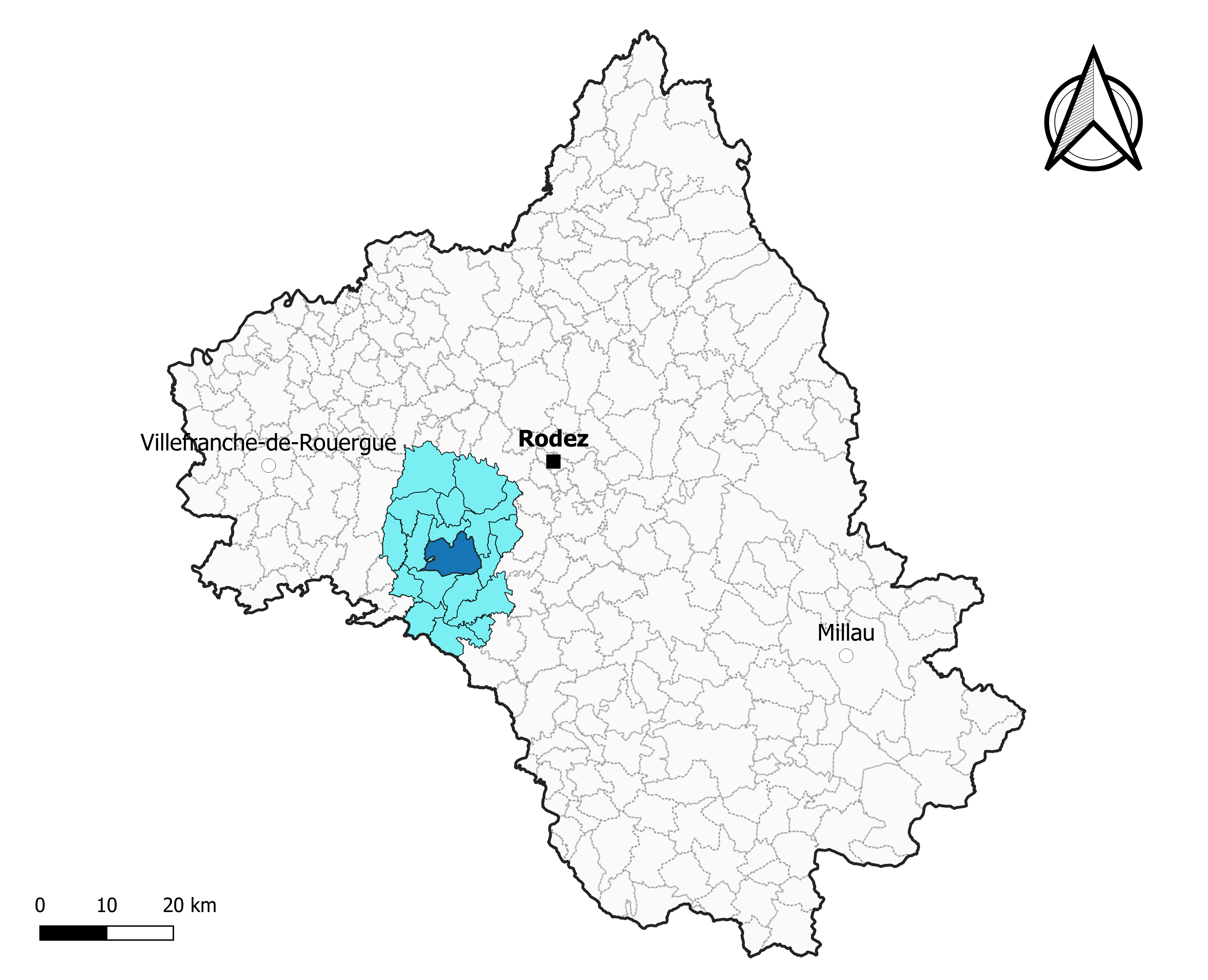
Quins dans le canton de Ceor-Ségala en 2020.
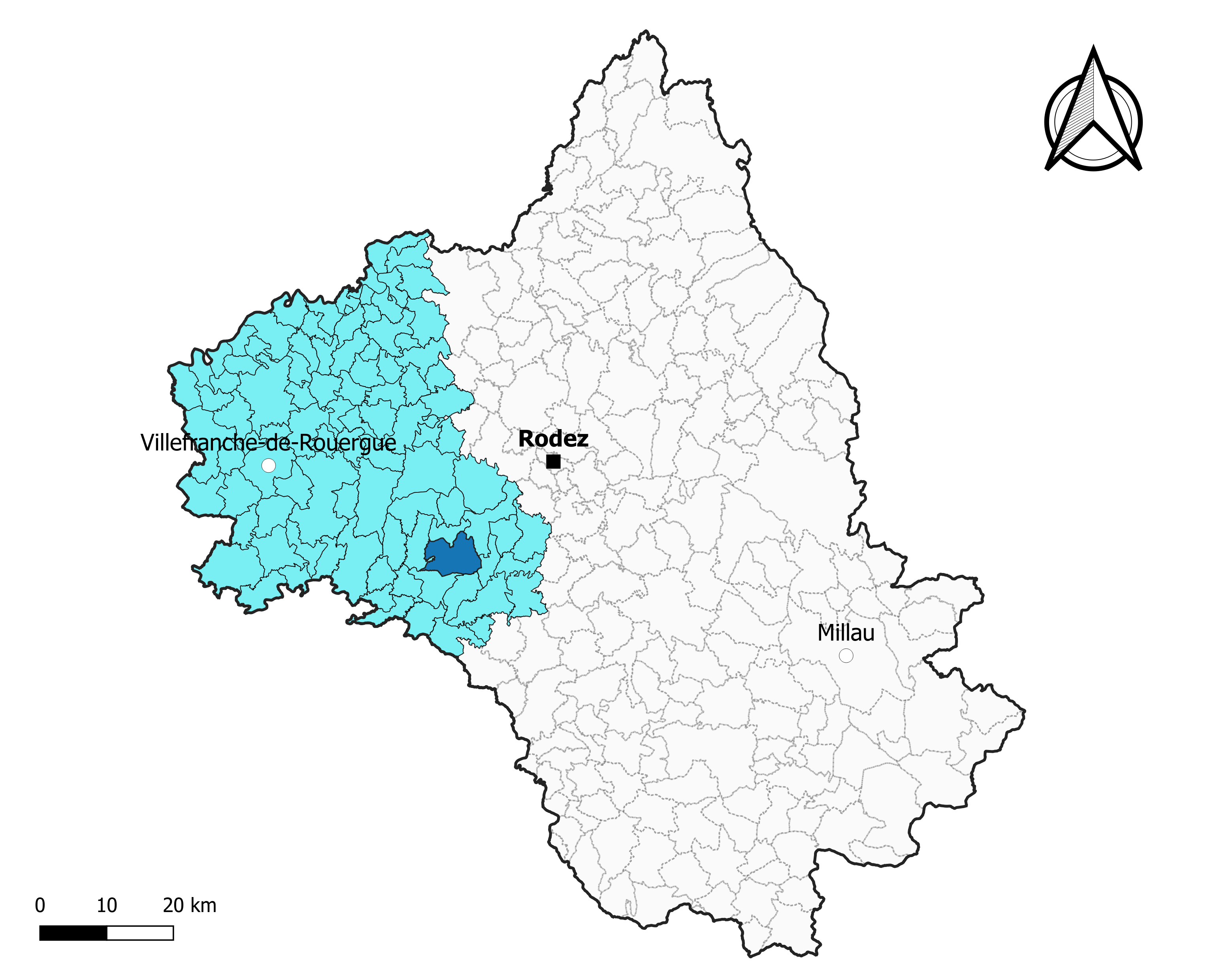
Quins dans l'arrondissement de Villefranche-de-Rouergue en 2020.

### Élections municipales et communautaires

#### Élections de 2020
Le conseil municipal de Quins, commune de moins de 1 000 habitants, est élu au scrutin majoritaire plurinominal à deux tours avec candidatures isolées ou groupées et possibilité de panachage. Compte tenu de la population communale, le nombre de sièges à pourvoir lors des élections municipales de 2020 est de 15. La totalité des quinze candidats en lice est élue dès le premier tour, le 15 mars 2020, avec un taux de participation de 52,51 %.
Jean-Pierre Mazars, maire sortant, est réélu pour un nouveau mandat le 28 mai 2020.
Dans les communes de moins de 1 000 habitants, les conseillers communautaires sont désignés parmi les conseillers municipaux élus en suivant l’ordre du tableau (maire, adjoints puis conseillers municipaux) et dans la limite du nombre de sièges attribués à la commune au sein du conseil communautaire. Deux sièges sont attribués à la commune au sein de la communauté de communes Pays Ségali. Ils ont été attribué à Jean Pierre Mazars et Damien Rigal.

#### Liste des maires
| Période                                  | Période  | Identité            | Étiquette | Qualité                                                       |
| ---------------------------------------- | -------- | ------------------- | --------- | ------------------------------------------------------------- |
| avant 1995                               | 1995     | Paul Andrieu        |           |                                                               |
| 1995                                     | En cours | Jean-Pierre Mazars, | PRG       | Ancien cadre, ancien conseiller général du canton de Naucelle |
| Les données manquantes sont à compléter. |          |                     |           |                                                               |

## Population et société

### Démographie
L'évolution du nombre d'habitants est connue à travers les recensements de la population effectués dans la commune depuis 1793. Pour les communes de moins de 10 000 habitants, une enquête de recensement portant sur toute la population est réalisée tous les cinq ans, les populations de référence des années intermédiaires étant quant à elles estimées par interpolation ou extrapolation. Pour la commune, le premier recensement exhaustif entrant dans le cadre du nouveau dispositif a été réalisé en 2008.

En 2022, la commune comptait 885 habitants, en évolution de +5,48 % par rapport à 2016 (Aveyron : +0,37 %, France hors Mayotte : +2,11 %).
| 1793 | 1800 | 1806  | 1821  | 1831  | 1836  | 1841  | 1846  | 1851  |
| ---- | ---- | ----- | ----- | ----- | ----- | ----- | ----- | ----- |
| 781  | 770  | 1 353 | 1 471 | 1 587 | 1 705 | 1 746 | 1 920 | 2 024 |

| 1856  | 1861  | 1866  | 1872  | 1876  | 1881  | 1886  | 1891  | 1896  |
| ----- | ----- | ----- | ----- | ----- | ----- | ----- | ----- | ----- |
| 1 842 | 1 879 | 1 909 | 1 920 | 1 981 | 2 017 | 2 040 | 2 078 | 2 167 |

| 1901  | 1906  | 1911  | 1921  | 1926  | 1931  | 1936  | 1946  | 1954  |
| ----- | ----- | ----- | ----- | ----- | ----- | ----- | ----- | ----- |
| 1 984 | 1 962 | 1 813 | 1 654 | 1 631 | 1 570 | 1 501 | 1 351 | 1 235 |

| 1962  | 1968  | 1975 | 1982 | 1990 | 1999 | 2006 | 2008 | 2013 |
| ----- | ----- | ---- | ---- | ---- | ---- | ---- | ---- | ---- |
| 1 218 | 1 053 | 886  | 715  | 717  | 644  | 764  | 798  | 826  |

| 2018 | 2022 | - | - | - | - | - | - | - |
| ---- | ---- | - | - | - | - | - | - | - |
| 849  | 885  | - | - | - | - | - | - | - |

### Sports
- Football: L'Entente Camjac-Quins évolue actuellement en 2e Division Sénior poule C[53] au stade Municipal de Camjac. Son Président est M. Philippe Chincholle.

## Économie

### Revenus
En 2018  (données Insee publiées en septembre 2021), la commune compte 344 ménages fiscaux, regroupant 826 personnes. La médiane du revenu disponible par unité de consommation est de 20 920 € (20 640 € dans le département).

### Emploi
| Division       | 2008  | 2013  | 2018  |
| -------------- | ----- | ----- | ----- |
| Commune        | 1,5 % | 3,8 % | 4,9 % |
| Département    | 5,4 % | 7,1 % | 7,1 % |
| France entière | 8,3 % | 10 %  | 10 %  |

En 2018, la population âgée de 15 à 64 ans s'élève à 506 personnes, parmi lesquelles on compte 82,4 % d'actifs (77,5 % ayant un emploi et 4,9 % de chômeurs) et 17,6 % d'inactifs,. Depuis 2008, le taux de chômage communal (au sens du recensement) des 15-64 ans est inférieur à celui de la France et du département.
La commune fait partie de la couronne de l'aire d'attraction de Rodez, du fait qu'au moins 15 % des actifs travaillent dans le pôle,. Elle compte 105 emplois en 2018, contre 127 en 2013 et 137 en 2008. Le nombre d'actifs ayant un emploi résidant dans la commune est de 397, soit un indicateur de concentration d'emploi de 26,4 % et un taux d'activité parmi les 15 ans ou plus de 61,7 %.
Sur ces 397 actifs de 15 ans ou plus ayant un emploi, 77 travaillent dans la commune, soit 19 % des habitants. Pour se rendre au travail, 87,4 % des habitants utilisent un véhicule personnel ou de fonction à quatre roues, 3,3 % s'y rendent en deux-roues, à vélo ou à pied et 9,3 % n'ont pas besoin de transport (travail au domicile).

### Activités hors agriculture

#### Secteurs d'activités
65 établissements sont implantés  à Quins au 31 décembre 2019. Le tableau ci-dessous en détaille le nombre par secteur d'activité et compare les ratios avec ceux du département,.
| Secteur d'activité                                                                                        | Commune | Commune | Département |
| Secteur d'activité                                                                                        | Nombre  | %       | %           |
| --- | ------- | ------- | ----------- |
| Ensemble                                                                                                  | 65      |         |             |
| Industrie manufacturière, industries extractives et autres                                                | 23      | 35,4 %  | (17,7 %)    |
| Construction                                                                                              | 15      | 23,1 %  | (13 %)      |
| Commerce de gros et de détail, transports, hébergement et restauration                                    | 11      | 16,9 %  | (27,5 %)    |
| Activités financières et d'assurance                                                                      | 1       | 1,5 %   | (3,4 %)     |
| Activités immobilières                                                                                    | 1       | 1,5 %   | (4,2 %)     |
| Activités spécialisées, scientifiques et techniques et activités de services administratifs et de soutien | 8       | 12,3 %  | (12,4 %)    |
| Administration publique, enseignement, santé humaine et action sociale                                    | 3       | 4,6 %   | (12,7 %)    |
| Autres activités de services                                                                              | 3       | 4,6 %   | (7,8 %)     |

Le secteur de l'industrie manufacturière, des industries extractives et autres est prépondérant sur la commune puisqu'il représente 35,4 % du nombre total d'établissements de la commune (23 sur les 65 entreprises implantées  à Quins), contre 17,7 % au niveau départemental.

#### Entreprises
Les deux entreprises ayant leur siège social sur le territoire communal qui génèrent le plus de chiffre d'affaires en 2020 sont : 
- Avenir 14, restauration traditionnelle (151 k€)
- Nayrac Energies, production d'électricité (17 k€)

### Agriculture
La commune est dans le Segala, une petite région agricole occupant l'ouest du département de l'Aveyron. En 2020, l'orientation technico-économique de l'agriculture  sur la commune est la polyculture et/ou le polyélevage.
|               | 1988  | 2000  | 2010  | 2020  |
| ------------- | ----- | ----- | ----- | ----- |
| Exploitations | 128   | 85    | 76    | 67    |
| SAU (ha)      | 2 729 | 2 620 | 2 459 | 2 234 |

Le nombre d'exploitations agricoles en activité et ayant leur siège dans la commune est passé de 128 lors du recensement agricole de 1988  à 85 en 2000 puis à 76 en 2010 et enfin à 67 en 2020, soit une baisse de 48 % en 32 ans. Le même mouvement est observé à l'échelle du département qui a perdu pendant cette période 51 % de ses exploitations,. La surface agricole utilisée sur la commune a également diminué, passant de 2 729 ha en 1988 à 2 234 ha en 2020. Parallèlement la surface agricole utilisée moyenne par exploitation a augmenté, passant de 21 à 33 ha.

## Culture locale et patrimoine

### Lieux et monuments
- L'église Saint-Pierre-ès-Liens de Quins[59] ;
- Le prieuré Saint-Blaise de Salan, commune de Quins[59] ;
- Église Saint-Blaise de Salan.
- La chapelle à Saint-Vincent de Lugan (sur l'ancienne commune de Verdun), commune de Quins ;
- Les Ruines de la chapelle Saint-Clair de Verdun, commune de Quins  Inscrit MH (1999)[60]. À l'origine chapelle du château dont on aperçoit encore une tour, la chapelle fut construite à la fin du Xe siècle et est un des édifices religieux les plus anciens du Rouergue[61].

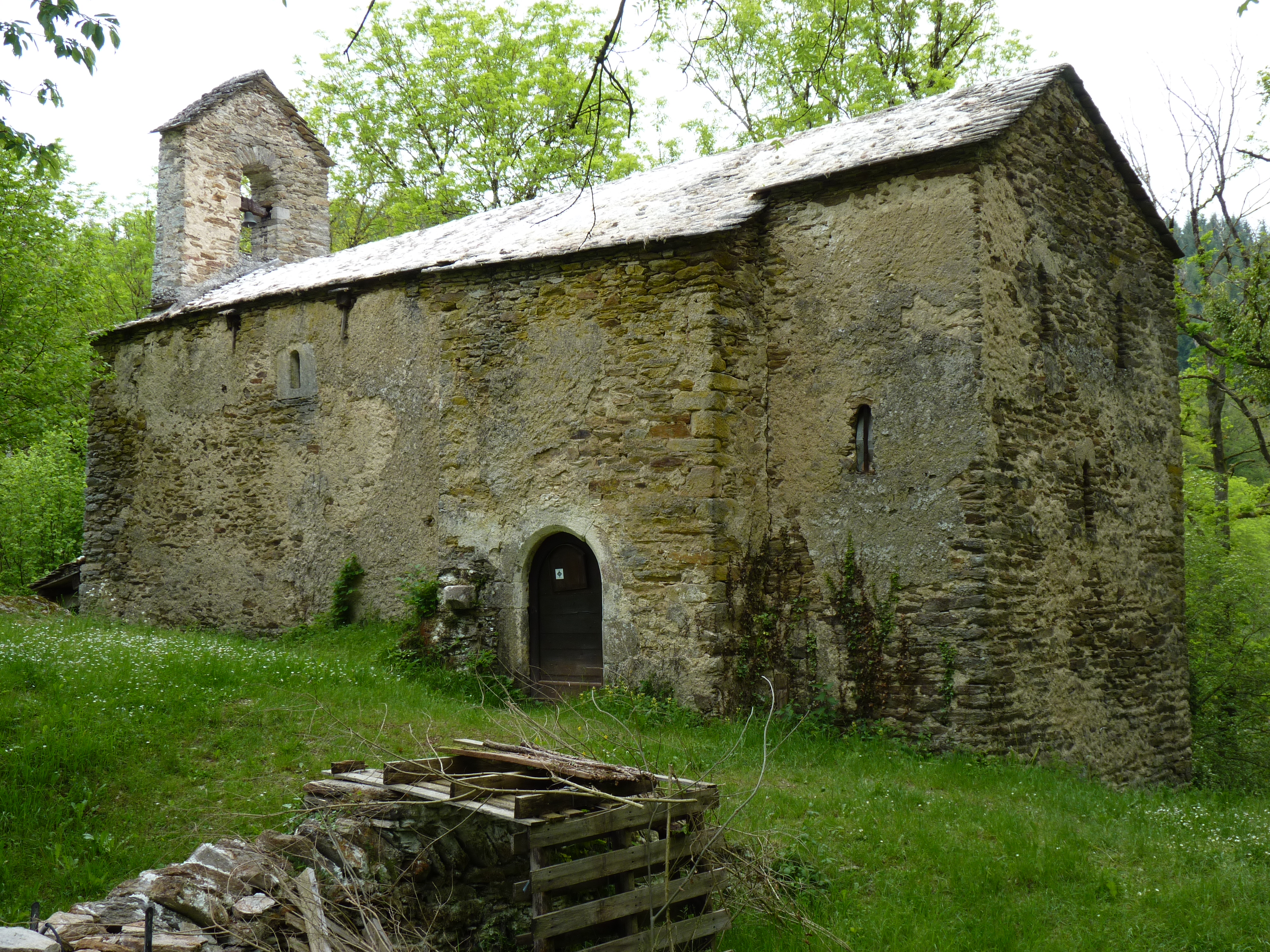
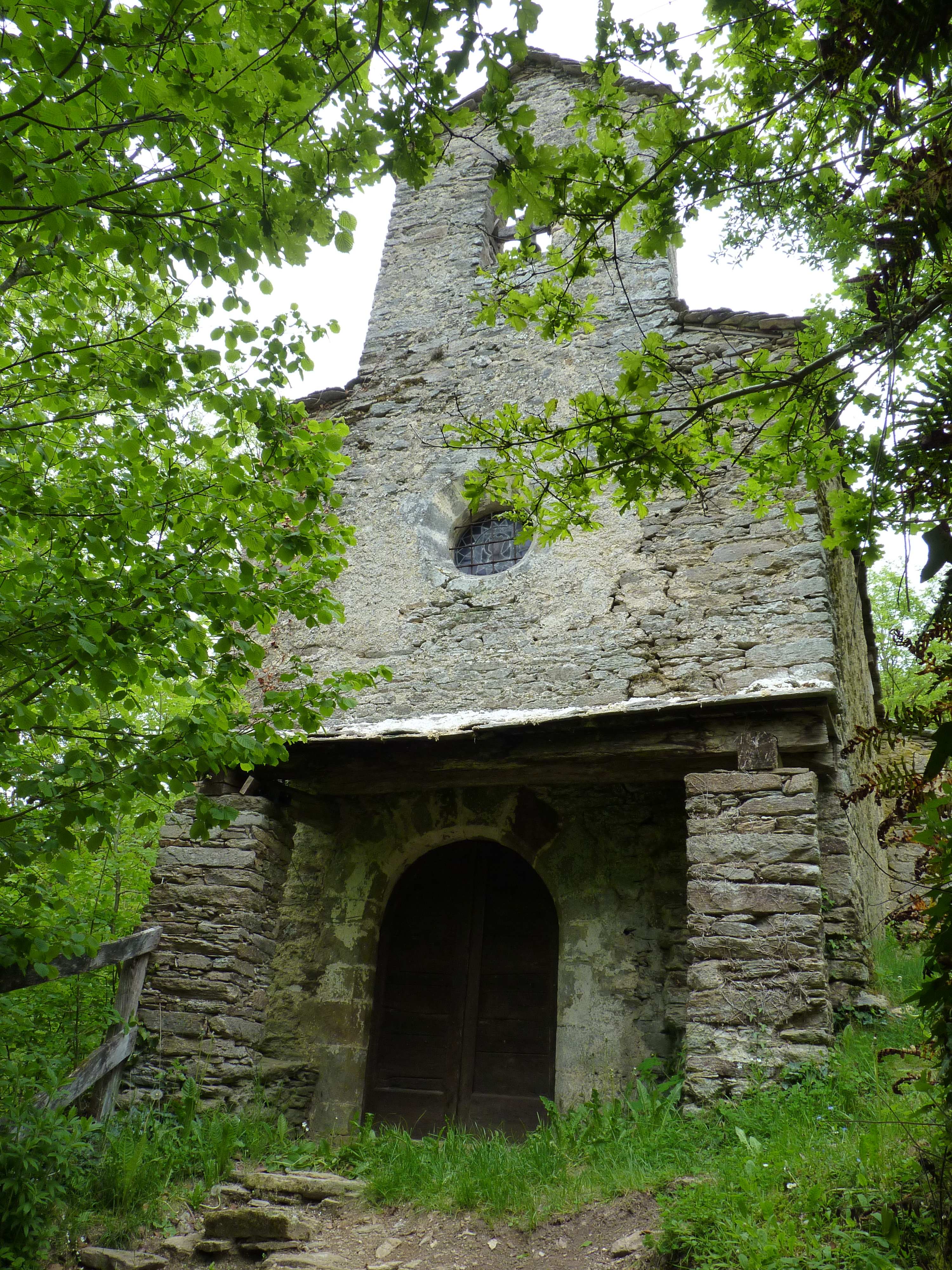
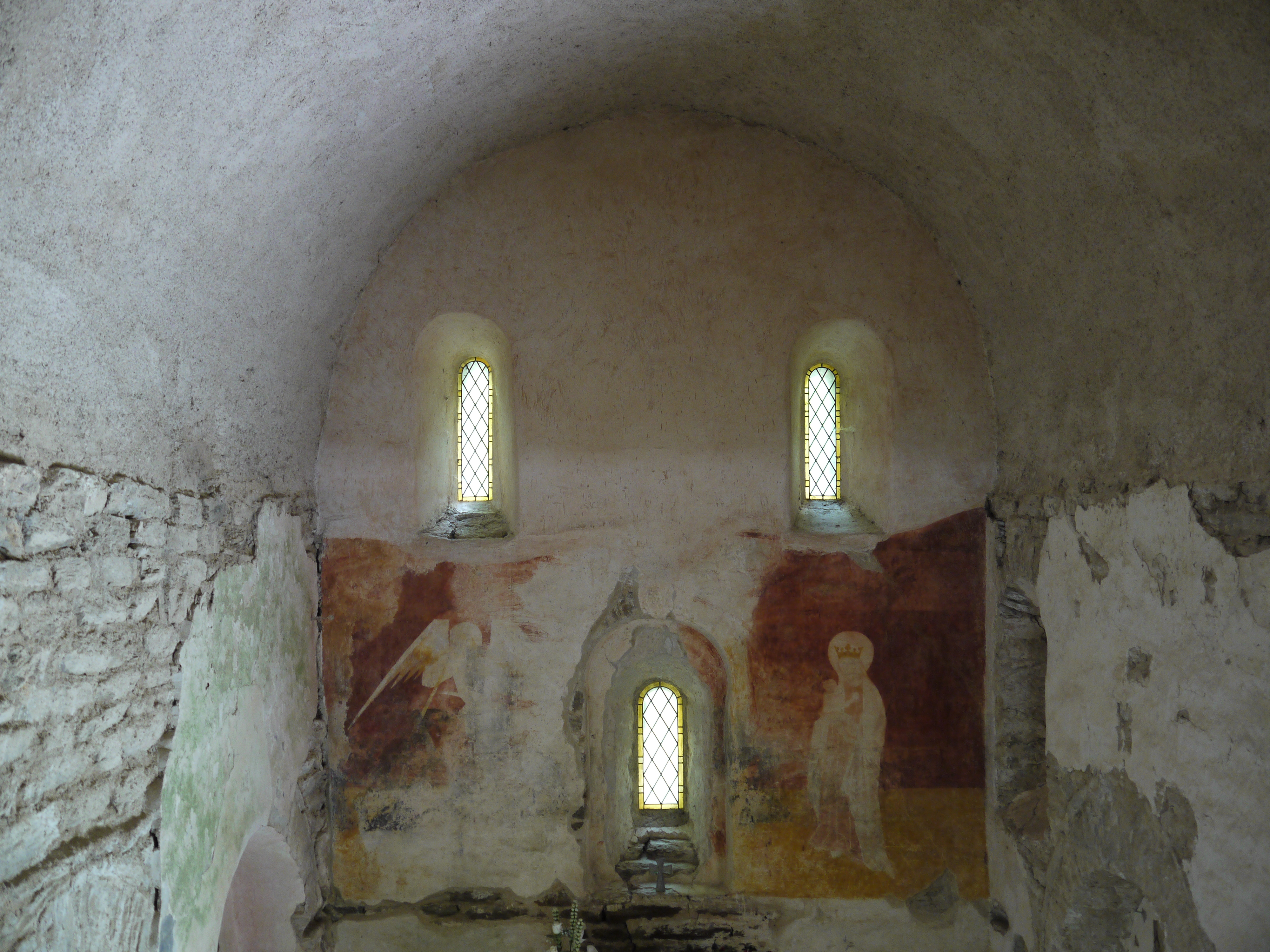
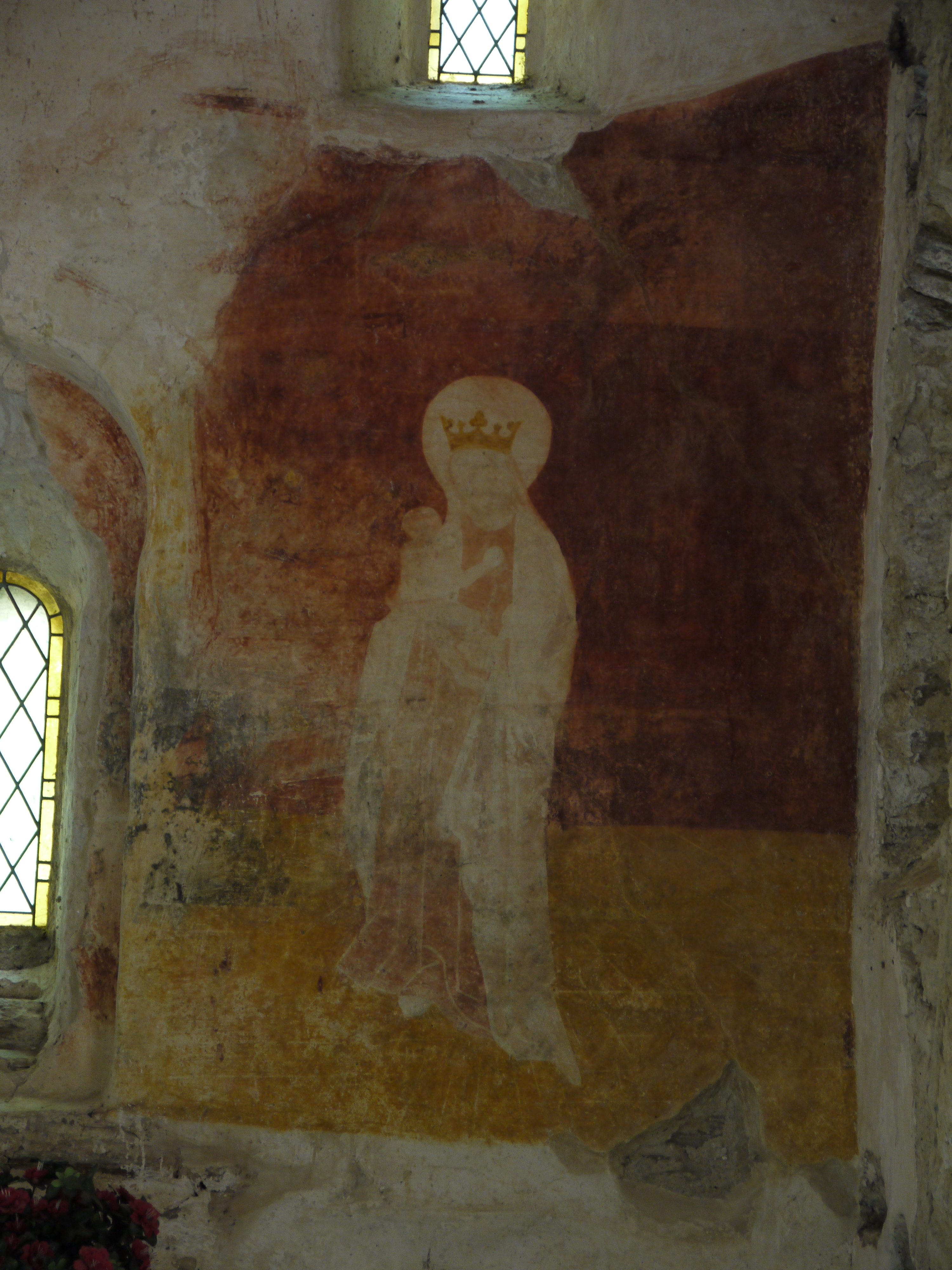

### Personnalités liées à la commune
- Paulin Cannac (1858-1935) médecin à la Mothe, passionné d'agronomie, fondateur de l'une des premières caisses de Crédit Agricole, maire de Quins pendant 41 ans, sénateur de l'Aveyron de 1912 à 1921, conseiller général du canton de Naucelle.
- Claude Imbert (1929-2016), journaliste, né à Quins.